# Martin Chladni

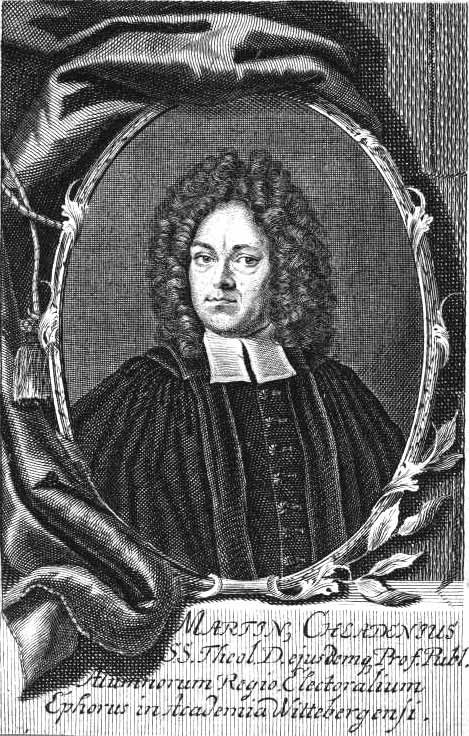

Martin Chladni, také Chladenius, Chladenio, Chladen, (25. října 1669 Kremnica, Uhersko – 12. září 1725 Wittenberg) byl luteránský teolog, profesor a rektor na Wittenberské univerzitě. Napsal mnoho teologických prací včetně učebnic, jež byly ve své době vysoce hodnocené. Tento exulant bývá národnostně označován jako Maďar, Němec či Slovák.

## Pozadí doby
V Horních Uhrách nalezlo útočiště mnoho evangelíků uprchlých z rekatolizovaných Zemí Koruny české, ale náboženské poměry v Uhersku se změnily... Od roku 1673 začali být katolickou církví pronásledováni všichni protestantští faráři či učitelé, již byli nuceni ke změně vyznání či odcházeli do exilu (mnozí z nich už podruhé). Nátlak v Uhrách vyvrcholil v březnu 1674, kdy tam bylo odsouzeno 300 evangelických kazatelů – z nich bylo 41 osob posláno na galeje.

## Život
Martin Chladni byl synem luterského duchovního Georga Chladniho (1637–1692) a jeho manželky Cathariny (rozené Clement). Rodina byla perzekvována nitranským biskupem a dne 19. října 1673, kdy byly Martinovi necelé čtyři roky, uprchla rodina ze země. Dne 18. listopadu 1673 se přes Vratislav dostala do Zhořelce, kde byl Martin do svých šesti let vzděláván svým otcem doma.
V roce 1675 začal navštěvoval školu ve Zhořelci, poté (1681) přestoupil do školy v Sorau, kde studoval řečtinu, hebrejštinu a latinu. Na přání svého otce přešel v roce 1683 na gymnázium v Grimmě, poté studoval v Míšni. Otec si nemohl dovolit financovat další studia svého nadaného syna, ale nalezl mecenáše z rodiny von Gersdorffů, díky nim byl Martin dne 16. června 1688 zapsán ke studiu na univerzitě ve Wittenbergu. Jedním z jeho nových profesorů byl i Christian Röhrensee. Za své studijní výsledky získal Martin Chladni v dalším roce knížecí stipendium. Dne 28. dubna 1691 promoval na filozofické fakultě s magisterským titulem. Poté začal soukromě vyučovat, ale nadále navštěvoval přednášky na wittenberské univerzitě. Tam byl v roce 1695 vysvěcen na pastora v Übigau, v roce 1703 přijal pastoraci v Bad Lausicku a v témže roce se stal vrchním pastorem a superintendentem v Jessenu. V roce 1704 vrátil do Wittenbergu, aby v březnu získal akademický titul licenciát teologie požadovaný pro superintendenta. Při generační výměně profesorů wittenberské univerzity byl Chladni jmenován čtvrtým řádným profesorem teologie na teologické fakultě, vyučovat začal dne 28. února 1710. V roce 1719 dostal druhou profesuru, zároveň se stal proboštem wittenberského zámeckého kostela, opakovaně působil jako děkan teologické fakulty a od podzimu 1720 do Velikonoc 1721 byl rektorem univerzity. Dne 23. srpna 1725 onemocněl (trpěl vysokými horečkami) a dne 12. září 1725 ve Wittenbergu zemřel. Pohřben byl 30. září téhož roku v zámeckém kostele.

### Manželství
Dne 18. července 1699 se Martin Chladni oženil s Charitas (pochována byla 15. června 1743 v zámeckém kostele), jež byla šestou dcerou evangelického teologa Justa Siebera. V manželství se jim narodilo jedenáct dětí, ale dva synové a tři dcery zemřely v raném dětství. Z dětí jsou známi: Justus Georg Chladni, Theodor (který byl venkovským lékařem v Grossenhainu), Johann Martin Chladni, Benjamin Gottlob, Ernst Martin Chladni a Benedicta Hedwig († před 1725). Jeho vnukem byl Ernst Florens Friedrich Chladni.

## Dílo (výběr)
Napsal řadu menších i větších teologických spisů, převážně v latině. K významným patří: Institutiones homiletice (Wittenberg 1724 a Leipzig 1732); Institutiones theologie exegetice (Wittenberg 1724). Výběr z díla:
- Dissertatiode fide ac ritibus ecclesiae Graeciae hodiernae, contra Nau et Allacium (1693)
- Dissertatio de ecclesiis Colchicis eorumque statu, doctrinae ritibus (1702)
- Disputatio de diptychis veterum (1703)
- Der verklärte Jesus oder 12 Betrachtungen über die Historie der Verklärung Christi (1709)
- Disputatio de monotheismo Honorii papae, in concilio oecumenico VI. damnati (1710)
- Dissertatio de conciliatione Mosis et Stephani circa Abrahamum (1710)
- Dissertatio de ecclesia plantata (1711)
- Disputatio de haeresibus antiquis falso nobis imputatis (1711)
- Dissertatio de metu diei extremae apud heterodoxos aut intempestivo aut nullo ad orac. P. 2. Thess. 2, 1–3. (1711)
- Dissertatio de verbis institutionis in sacra coena ex formula jud. non explicandis, novarum opinionum discutiendarum causa (1711)
- Dissertatio de natura absolutionis evangelicae nostrorum temporum causa instituta (1712)
- Dissertatio de vindiciis baptismi evangelico-Lutherani adversus novatorum conatus (1712)
- Dissertatio de examine theologiae pacificae, seu comparativae a Jacobo Gaerdenio propositae (1712)
- Dissertatio de computo Dei in salvandis electis (1712)
- Dissertatio de sanctis fictitiis papismi (1712)
- Disputatio de cognomine BoanergeV filiis Zebedaei binis imposito, ad Marc. III. 17. (1712)
- Disputatio de violatione templi mystici, I. Cor. III. 17. (1712)
- Disputatio de philadelphianismo ecclesiae nostrae oblato (1712)
- Dissertatio de Plhrojonia justificatorum cum absolutione ministri conciliabili (1713)
- Disputatio de damnis et emolumentis ex controversia circa theologiam impiorum (1713)
- Disputatio de Synesio Cyrenensi (1713)
- Disputatio de abrenunciatione baptismali ex I. Petri III, 21. (1713)
- Disputatio de fede simplici ex II. Cor. XI, 3. (1714)
- Disputatio de significatione voculae touto in verbis coenae demonstrativa non comparativa (1715)
- Disputatio de revelationibus Brigittae Suecicae (1715)
- Disputatio de inspiratis sine spiritu ex Epist. Judae V. 19. (1715)
- Disputatio de trifolio infausto Chiliasmi, Deismi et Apocatastatismi theismo non inimico (1715)
- Disputatio de oeconomia Dei nova per praeconium poenitentiae extraordinarium non expectenda (1715)
- Disputatio de Qeomacia ex consilio Gamalielis cavenda (1715)
- Disputatio de visionibus Hildegardis (1716)
- Disputatio de conscientia cauteriata (1716)
- Disputatio de examine doctrinae Quesnellianae, de fide justificante, bulla papali condemnatae (1716)
- Examina doctrinae Quaesnellianae de fide justificante: De ecclesia ejusque memoris, capite, notis et attributis, bulla papali condemnatae
- Disputatio prior adversus Lamindum Pritanium vindicans methodum evangeliorum in inquirenda veritate coelesti (1717)
- Disputatio posterior, refellens methodum pontificiorum in inquirenda veritate coelesti (1717)
- Disputatio de reformationis opere tamquam miraculo (1717)
- Justi Schoepfferi Lutherus non combustus, cum praefatione (1717)
- Disputatio de spolio seductorum in fideles commisso ex Coloss. II, 8. (1717)
- Disputatio de vindiciis reformationis Lutheri a nonnullis novatorum praejudiciis (1717)
- Disputatio de Israelis in sua religione constantia. Jos. XXIV, 15. 16. (1717)
- Programma contra dicam jubilaeorum (1718)
- Disputatio de ritibus et ceremoniis in festo jubilaeo reformationis Lutherii non interdicendis (1718)
- Disputatio de sanctis Poiretianis non sanctis (1718)
- Disputatio de pharisaeis et scribis in cathedra Mosis sedentibus audiendis. Matth. XXIII, 1. 3. (1718)
- Disputatio de promovendis commodis ecclesiae evangelico-Lutheranae (1718)
- Disputatio de differentia apostolorum, prophetarum et doctorum (1719)
- Disputatio de eligenda religione contra Iren. Elpistium (1719)
- Disputatio de poenitentia infantum. Joel. II, 16. (1719)
- Zur Busse rufender evangelischer Prediger in einer Antrittsrede aus Joel. II, 12. ff. vorgestellet (1719)
- Disputatio, num bona opera sint ipsa vita aeterna (1720)
- Disputatio de ecclesia sub episcopo viduo non vidua (1720)
- Disputatio de studio pietatis genuino I. Tim. VI, 11. (1720)
- Disputatio de fidei probatione divina. l. Petr. I, 7. (1721)
- Erfreuliche Friedenspredigt Esaiae an sein Volk, aus Jes. LV, 6. 7. vorgetragen (1720)
- Disputatio de consilio Irenico novissimo alloquii Tubingensis circa doctrinam de persona Christi (1722)
- Disputatio de enthusiasta prae Atheo incurabili (1722)
- Disputatio de introversione hominis in seipsum cum vera, tum fanatica (1723)
- Disputatio de summo gradi tentationum spiritualium. 2. Cor. XII, 7. 8. 9. (1723)
- Programma (1723)
- Disputatio de methodo concionandi Christi (1724)
- Institutiones homileticae. (1724 a 1732)
- Institutiones theologiae exegeticae Vittebergae (1724)
- Disputatio de epilogo orationis dominicae vindicato (1724)
- Dissertatio de lectione Sacrae Scripturae omnibus hominibus libera (1724)
- Institutiones exegeticae, regulis et observationibus luculentissimis instructae (1725 a 1740)
- Disputatio de theologia emblematica (1725)
- Institutiones theologiae moralis (1726 a 1739)
- Disputatio de introversione hominis in se ipsum cum vera, tum fanatica. (1729)
- Institutiones passionales (1732)
- Sylloge positionum theologicarum in usum disputantium